# Copenaghen Open 2002
Il Copenaghen Open 2002 è stato un torneo di tennis giocato sul sintetico indoor. È stata la 14ª edizione del Copenaghen Open che fa parte della categoria International Series nell'ambito dell'ATP Tour 2002. Si è giocato a Copenaghen in Danimarca dall'11 al 17 febbraio 2002.

## Campioni

### Singolare
Lars Burgsmüller ha battuto in finale  Olivier Rochus con il punteggio di 6–3, 6–3

### Doppio
Michael Kohlmann /  Julian Knowle hanno battuto in finale  Jiří Novák /  Radek Štěpánek con il punteggio di 7–6, 7–5